# William Pietersz
Willem Tell „William” Pietersz (ur. 18 lutego 1925 w Barranquilli, zm. 4 października 1992 tamże) – kolumbijski strzelec, olimpijczyk.
Uczestnik Letnich Igrzysk Olimpijskich 1956, na których wystartował wyłącznie w trapie. Zajął 22. pozycję wśród 32 strzelców.

## Wyniki

### Igrzyska olimpijskie
| Igrzyska       | Konkurencja | Wynik    | Miejsce | Źródło |
| -------------- | ----------- | -------- | ------- | ------ |
| Melbourne 1956 | Trap        | 155 pkt. | 22      | [ 1 ]  |